# Vanda å

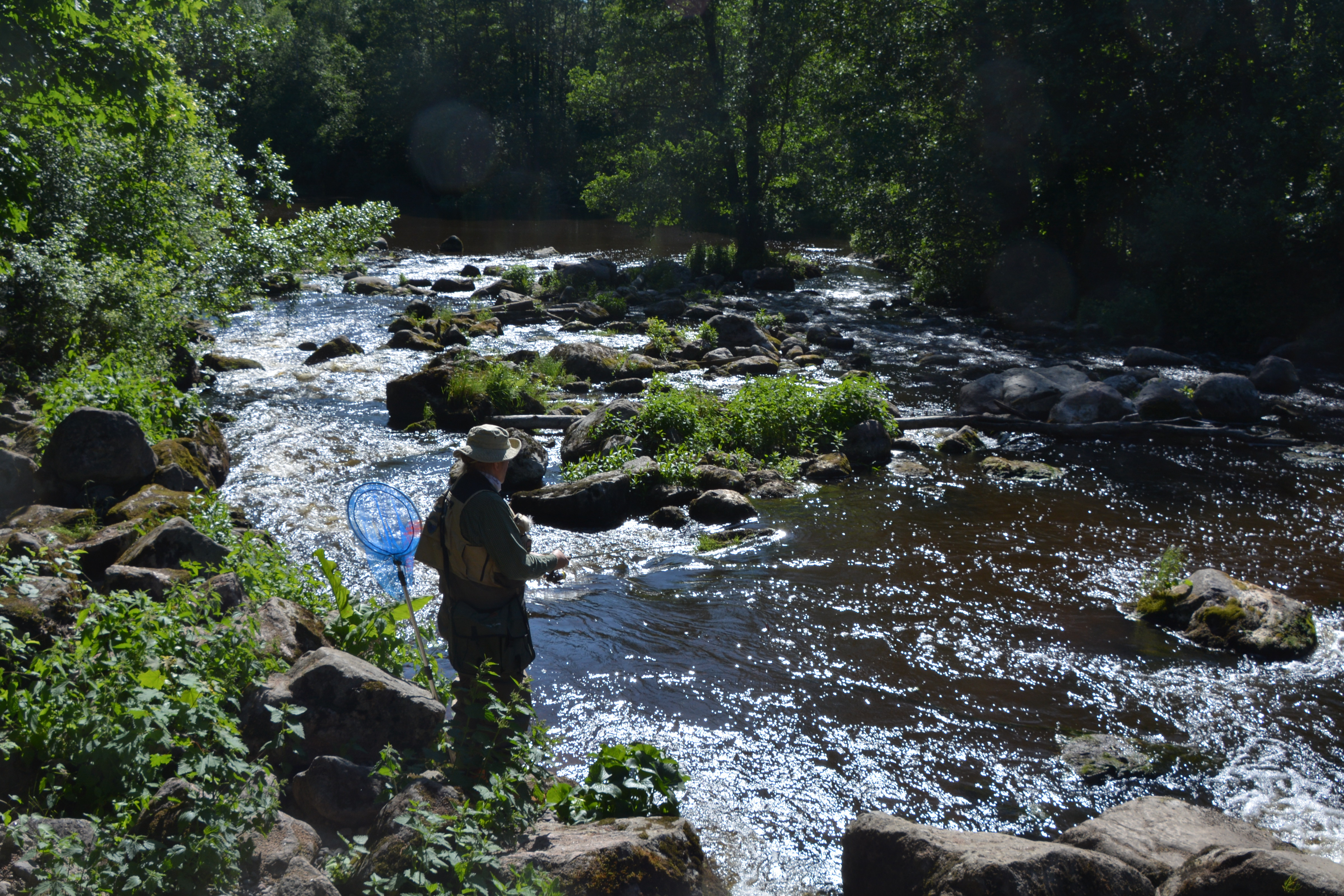
Flugfiske i Nukariforsen i Nurmijärvi kommun

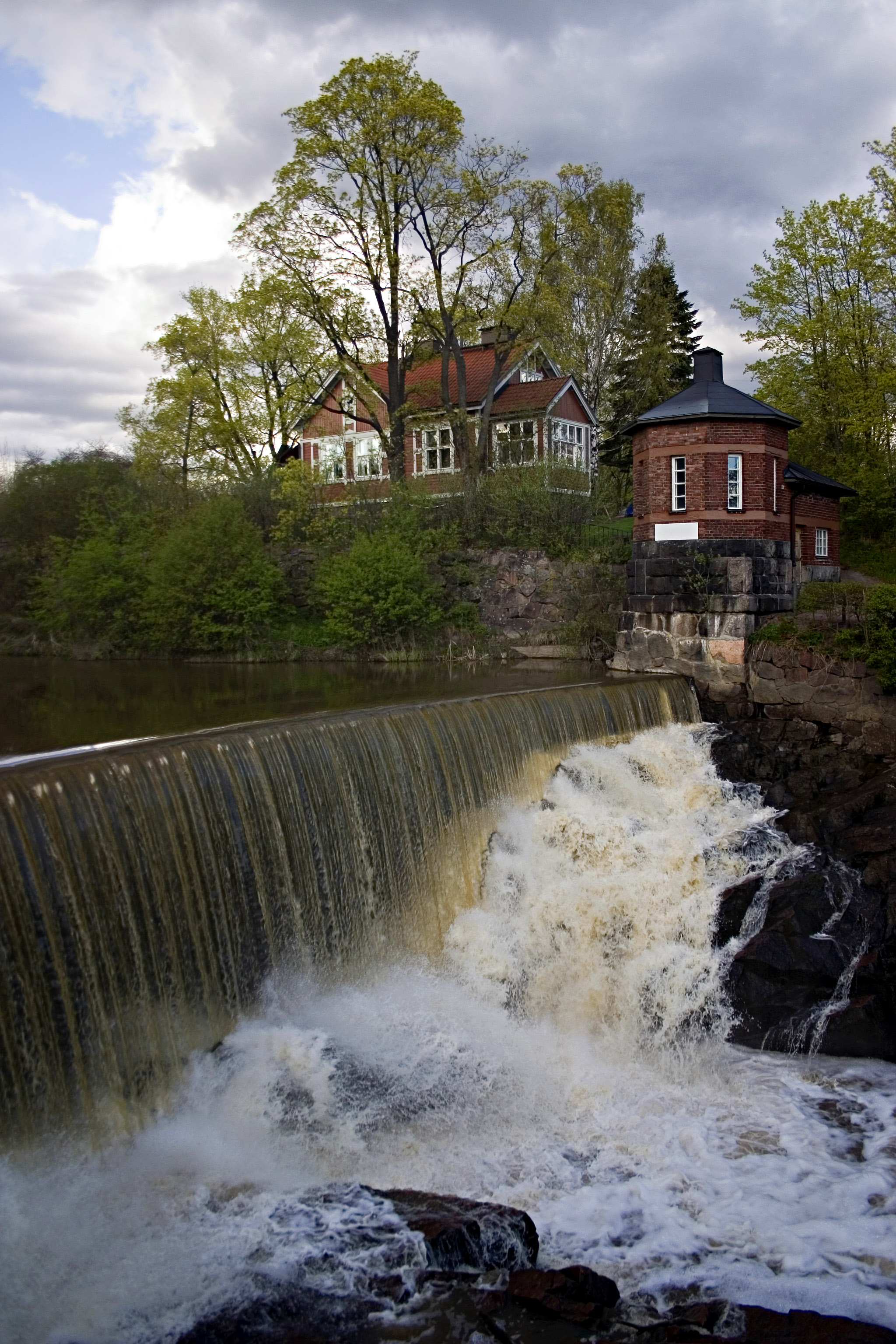
Vanda å, Gammelstadsforsen

Vanda å (finska: Vantaanjoki) är en å i Södra Finlands län. Ån kallades tidigare för Helsingeån, efter Helsinge socken. Vanda å har sin början i Hausjärvi kommun invid Salpausselkäåsen och har sitt utlopp i Gammelstadsfjärden i Helsingfors. Viktigare tillflöden är Palojoki från vänster, Luhtabackaån från höger, Tusby å från vänster och Kervo å från vänster. Ån är 101 kilometer lång och avrinningsområdet täcker 1685 km² i kommunerna Helsingfors, Vanda, Tusby, Nurmijärvi, Hyvinge, Riihimäki, Hausjärvi, Loppis, Mäntsälä, Vichtis, Träskända, Kervo, Sibbo och  Esbo.
Forsar mellan Vanda och Helsingfors är Långforsen, Nackböleforsen och Grotens fors. I Helsingfors ligger Lillforsen och Gammelstadsforsen. I Vanda ligger Vandaforsen. Forsar i Hyvinge är Vanhanmyllynkoski, Vakkurinkoski, Koskipirtinvirta, Åvikinkoski och Kittelänkosket. Kervo å är den längsta bifloden.
Vattnet i Vanda å användes tidigare som hushållsvatten i huvudstadsregionen fram till 1982 då Päijännetunneln togs i bruk. Vattnet i ån används fortfarande, antingen helt eller delvis, då reparationsarbeten utförs i Päijännetunneln.